# Marie Stritzková-Florianová
Marie Stritzková-Florianová (11. srpna 1909 Stará Říše – 14. dubna 1998 Stará Říše), byla česká malířka (autodidaktka), grafička a vydavatelka.

## Život
Narodila se ve Staré Říši u Jihlavy ve starobylém rodě Floriánů. Jejím otcem byl Josef Florian a matkou Františka roz. Stehlíková. Marie měla 10 sourozenců, sestru Martu (* 1903), bratra Metoděje (* 1904), dále pak sestru Evu (* 1907), bratry Michaela (* 1911), Joachima (* 1913), Josefa (* 1915) a Františka (* 1917), další byla sestra Anna (* 1919), poté následovali bratři Jan (* 1921), Gabriel (* 1924) a Václav (* 1927).
Její otec své děti neposílal do školy, za což dostal pět dní vězení. Veškeré vědomosti Marie získala od otce a rovněž i pochytila základy malby. Již od raného dětství ráda malovala a byla v tomto směru velice nadaná. Umělecké školy však nikdy nestudovala. Zprvu pracovala, stejně jako její sourozenci, pro otcovu knižní edici "Dobré Dílo". Později vytvářela volné grafiky pro sborník "Archy" nebo doprovod bibliofilského vydání některých básní Karla Jaromíra Erbena, frontispisy drobných životopisných tisků a později obrázky ke knihám A. Fourniera.
22. 5. 1938 se v Praze-Břevnově u sv. Markéty provdala za ak. malíře Ottu Stritzka a následně na čas přerušila svojí tvorbu. V manželství se jí v roce 1939 narodil syn Jakub a v roce 1943 dcera Juliána. Manželé žili až do své smrti ve Staré Říši. Marie přežila svého manžela o 12 let, po jeho odchodu se vrátila k malování, avšak v jejím díle převažovaly malby s náboženskou tematikou. Zemřela v polovině dubna roku 1998 a pohřbena byla na hřbitově ve Staré Říši.
Malířčinou oblíbenou technikou byl kvaš, ale malovala rovněž krajiny, portréty, tvořila ilustrace a zabývala se i náboženskou tematikou.

## Výstavy

### Autorské
- 1984 Marie Stritzková: Kresby a grafika, Dům kultury ROH, Malá scéna, České Budějovice

### Kolektivní
- 1939 Marie Stritzková-Florianová, Otto Stritzko, Kamil Lhoták, Beaufortova síň, Praha
  - Národ svým výtvarným umělcům, Hotel Zlatý kříž, Třebíč
- 1942 Duchovní námět v české malbě a sochařství, Galerie Jos. R. Vilímek, Praha
- 1947/1948 Náboženské umění XX. století, Dům umění města Brna, Brno
- 1984 Česká kresba 20. století ze sbírek Alšovy jihočeské galerie, Alšova jihočeská galerie v Hluboké nad Vltavou (AJG), Hluboká nad Vltavou
- 1986/1987 České umění 20. století, Alšova jihočeská galerie v Hluboké nad Vltavou (AJG), Hluboká nad Vltavou
- 1997 Nové i staré (přírůstky sbírek AJG 1990-1997), Wortnerův dům Alšovy jihočeské galerie, České Budějovice
- 2020 Dobré dílo: Staroříšské tisky Josefa Floriana a umělci, kteří se na jejich výtvarné podobě podíleli, Oblastní galerie Vysočiny v Jihlavě, Jihlava